# علی اکبری (نماینده شیراز)
علی اکبری، چهره سیاسی اصلاح طلب و نماینده مردم شیراز، در دهمین دوره مجلس شورای اسلامی است. او رئیس اسبق سازمان امور عشایر ایران در دولت سید محمد خاتمی است که در اوایل دولت محمود احمدی‌نژاد، برکنار و به اجبار بازنشست گردید.

## نماینده شیراز در مجلس دهم
در دهمین دوره انتخابات مجلس شورای اسلامی، علی اکبری، در لیست ائتلاف فراگیر اصلاح طلبان: گام دوم در شیراز حضور داشت و در دور اول چهارم شد و نتوانست اکثریت آرا را بدست آورد. وی در دور دوم در رقابت با جعفر قادری، نامزد اصولگرا توانست بعنوان نماینده شیراز، وارد مجلس دهم شود تا تمامی افراد لیست امید در شیراز به مجلس راه پیدا کنند.
در ۲۷ آذر ۱۳۹۸، اعلام شد که صلاحیت اکبری برای شرکت در یازدهمین دوره انتخابات مجلس شورای اسلامی، توسط هیئت اجرایی دولت رد شده است. 